# Стефан Раваничанин
Стефан Раваничанин (умро пре 1733), даскал, монах, српски летописац из времена Велике сеобе Срба.

### Живот и рад
Један од раваничких монаха који су преносили мошти кнеза Лазара из Раванице у Сентандреју и после четири године из Сентандреје у Врдник на Фрушкој гори. Вратио се у српску Раваницу 1718. године и тамо описао ову своју одисеју у летопису Показаније когда принешен св. Лазар велики књаз сербски из Сербије в цесаријску державу и в монастир Вердник (после 1718). „Многи из све земље српске, мушко и женско, [...] даде се у бекство горе уз Дунав, једни на лађама, други на коњима и колима, а неки пешке као и ја сиромах“, описивао је своје путовање, описујући запустеле српске градове, вароши, села и манастире под турском најездом и придружујући се сличним описима даскала Атанасија Србина и Арсенија III Црнојевића снагом непосредног доживљаја и живим, упечатљивим сликама сеобе и преноса моштију.